# Yvan Neyou
Yvan Latour Neyou Noupa (nascut el 3 de gener de 1997) és un futbolista professional camerunès que juga com a migcampista al Getafe CF i a la selecció del Camerun.

## Carrera de club

### Sedan i Laval
Neyou va començar la seva carrera amb el Sedan al Championnat National, on les bones actuacions el van vincular amb l'Standard de Lieja belga i el campió francès Paris Saint-Germain. No obstant això, finalment es va unir a l'equip de la Ligue 2 Stade Lavallois a principis de 2017. Va debutar contra l'Estrella Roja el 10 de febrer de 2017, substituint Romain Bayard.

### Braga B
Neyou també va gaudir d'una etapa amb el Braga B, durant la qual l'equip va baixar de la LigaPro al Campeonato de Portugal.

### Saint-Étienne
El 10 de juliol de 2020, Neyou va fitxar pel club de la Ligue 1 Saint-Étienne amb un préstec d'un any amb opció de compra. Va fer la seva primera aparició amb el club com a suplent a la final de la Copa de França del 2020 contra el Paris Saint-Germain, que va acabar amb una victòria per 1-0 del club parisenc.
Després de fer algunes bones actuacions, Neyou es va guanyar un contracte permanent amb Saint-Étienne el 18 de novembre de 2020. Va signar un contracte que durarà fins al 2024.

### Leganés
El 31 d'agost de 2022, Neyou es va traslladar al Leganés de Segona Divisió espanyola amb un contracte de cessió d'un any. L'1 d'agost de 2023, va signar un contracte permanent de dos anys amb el club.

## Carrera internacional
Neyou té nacionalitats cameruneses i franceses.
Va debutar amb la selecció absoluta del Camerun en una victòria amistós per 1-0 contra Nigèria el 4 de juny de 2021.

## Palmarès
Saint-Étienne
- Subcampió de la Copa de França: 2019–20[15]

Leganés
- Segona Divisió: 2023–24

Camerun
- Tercer lloc de la Copa d'Àfrica de Nacions: 2021[16]